# Regulus (chim)
Regulus là một chi chim thuộc họ đơn chi Regulidae trong bộ Passeriformes..

## Phân loại học
Đây là chi này gồm 6 loài:
- Regulus ignicapilla
- Regulus goodfellowi
- Regulus regulus
- Regulus madeirensis
- Regulus satrapa
- Regulus calendula